# 潮州城墙
潮州城墙又稱潮州古城墙，位于中华人民共和国广东省潮州市。潮州城始建于宋代，明洪武三年，增筑城墙。
1950年代起，潮州城的南、西、北三面城墙陆续拆除，仅东面墙体因面临韩江而具有防洪功能才得以保存，现存城墙长2132米，北起金山，南至南门。
现存城门四座，即上水门、竹木门、广济门、下水门。其中广济门城楼于1989年公布为广东省文物保护单位，经过2004年大修后，现为三层重檐歇山顶、五开间的穿斗式结构建筑。
1987年12月，「潮州府城墙遗址」獲列為第一批潮州市文物保护单位。